# Tetraconodontins
Els tetraconodontins (Tetraconodontinae) són una subfamília extinta mamífers artiodàctils de la família de súids que visqueren al Vell Món des del Miocè mitjà fins al Plistocè superior, fa entre 11.700 anys i 16 milions d'anys. Se n'han trobat restes fòssils a Alemanya, Algèria, Egipte, Eslovàquia, Espanya (incloent-hi el jaciment paleontològic de Ca l'Almirall, a l'Alt Penedès), Etiòpia, França, Hongria, l'Índia, el Kazakhstan, Kenya, Malawi, Myanmar, el Nepal, el Pakistan, Polònia, Portugal, el Senegal, Sèrbia, Sud-àfrica, Suïssa, Tailàndia, Tanzània, Tunísia, Turquia, el Txad i Uganda. Estaven dotats de dents postcanines amb una capa gruixuda d'esmalt. El patró de desgast de les dents fa pensar que es nodrien d'aliments durs.